# Oreogrammitis pubinervis
Oreogrammitis pubinervis är en stensöteväxtart som först beskrevs av Carl Ludwig Blume, och fick sitt nu gällande namn av Barbara S. Parris. Oreogrammitis pubinervis ingår i släktet Oreogrammitis och familjen Polypodiaceae. Inga underarter finns listade.